# Museu de Belles Arts de La Rochelle
El Museu de Belles Arts de La Rochelle es troba a la ciutat de La Rochelle, al Charente Marítim. L'edifici, que també acull el Museu d'Art i d'Història de la Rochele, està catalogat com a monument històric per decret de 23 de febrer de 1925.

## Història de l'edifici
Aquest edifici es va construir a principis del segle XVII i va ser comprat el 1600 per Paul Legoux, tresorer de la casa de Navarra. Ocupa el lloc d'una casa, el "Grand-Logis" o " Palais-Royal », I va allotjar hostes com Maximilien de Béthune, duc de Sully (1604), Lluís, Le Grand Condé (1615), Lluís XIII de França (1628), Anna d'Espanya (1632). Es va descriure com "la casa més bella, la més adequada i la millor ventilada de la ciutat".
Convertit en seminari el 1673, Henri de Laval hi va instal·lar el bisbat el 1696. Del 1769 al 1774, Crussol d'Uzès va fer reconstruir l'hotel segons els plànols de l'arquitecte Gilles Nassivet, de l'empresari François Chapuy. Aquest palau episcopal té un estil neoclàssic.
Durant la Revolució, el municipi va heretar l’hotel i el 1795 s’hi va establir la biblioteca municipal.
El museu es va instal·lar el 1845 a la segona planta de l'edifici, a sobre de la biblioteca municipal.
L'edifici va ser catalogat com a monument històric el 23 de febrer de 1925.
La biblioteca municipal va ser transferida el 1998 a la mediateca Michel-Crépeau, donant pas a l’Espai d’Art Contemporani que es va inaugurar el 1999.
A més, l'edifici acull la Direcció Regional d'Afers Culturals de Poitou Charentes i un museu lapidari, que reuneix diversos fragments de l'església carmelita, l’ajuntament, el col·legi protestant i cases que han desaparegut o han estat modificades.
Les col·leccions del Musée d'Orbigny-Bernon, tancades el 2012, han estat transferides al Musée des Beaux-Arts.

## Col·leccions

### Art occidental
El museu es va crear a partir d’obres adquirides des de 1841 per la Société des Amis des Arts. La col·lecció es va ampliar al llarg del segle xix gràcies a nombroses compres al Saló i artistes regionals i per donacions i llegats. El museu té una rica col·lecció d’uns 900 quadres i dibuixos.
El museu ofereix un panorama de la pintura europea del segle xv al segle xx.
Pintura antiga (des del segle xv al final del segle xviii) està il·lustrat per obres de pintors com:
- Frans II Francken: Els gerros daurats dels egipcis
- Luca Giordano: Jesucrist en glòria
- Eustache Le Sueur: L’adoració dels pastors
- Willem van de Velde el Jove: Esquadró holandès a l'ancoratge

La XIX XX segle està representat més àmpliament amb obres de:
- - Camille Corot
  - Paul Huet
  - Edouard Toudouze
  - Gustave Doré

- A artistes regionals els agrada:
  - Théodore Chassériau
  - Eugène Fromentin
  - Gustave Guillaum
  - i
  - William-Adolphe Bouguereau

- Vistes del port de La Rochelle des de:
  - Paul Signac
  - Albert Marquet

el segle XX Il·lustrat per notables obres del:
- Aristides Maillol
- Antoine Bourdelle
- Alberto Magnelli
- Gaston Chaissac
- Maurice Denis
- Zoum Walter
- Henry de Waroquier
- Louis Suire

#### Galeria

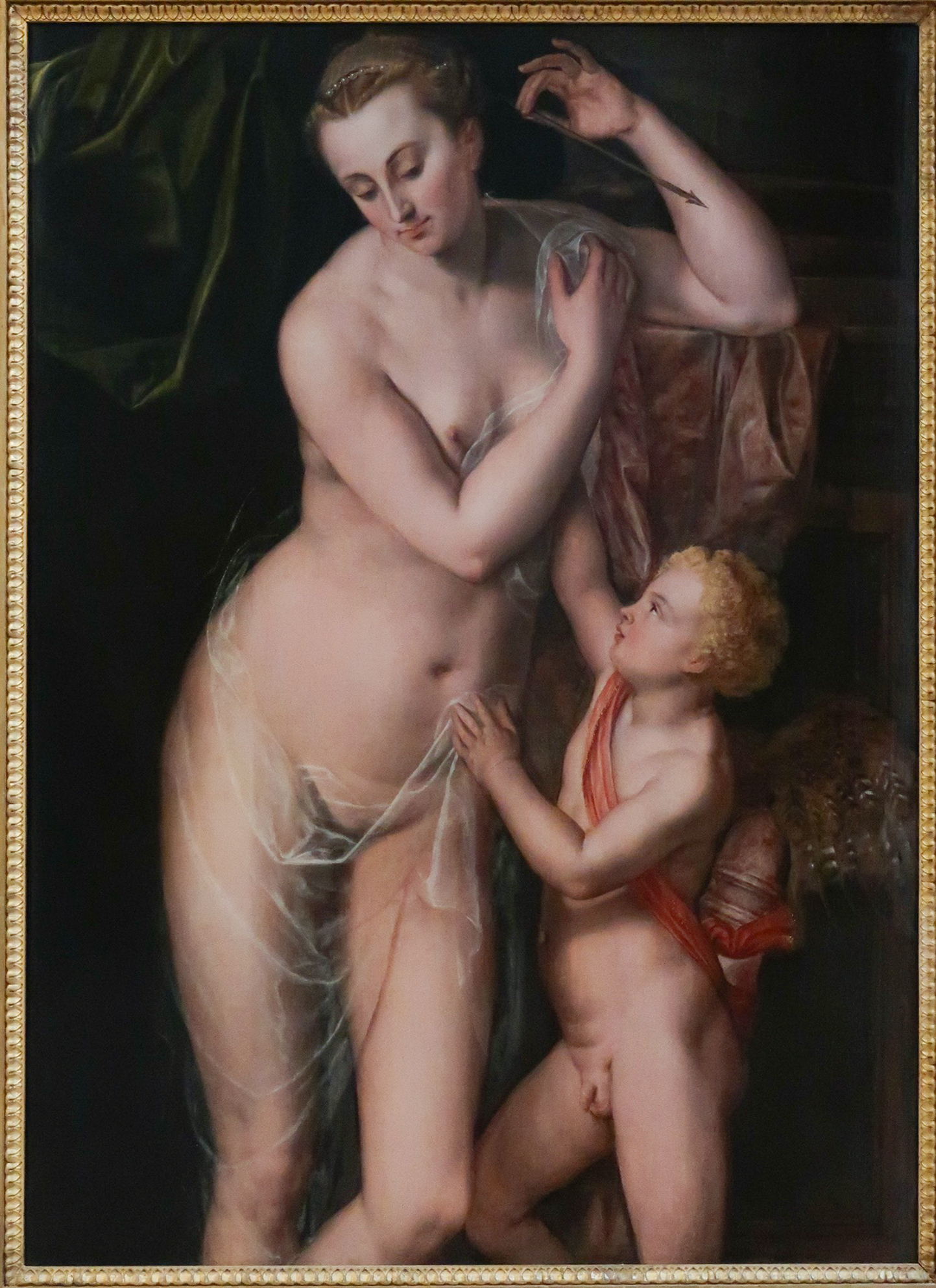
Pintura flamenca anònima. Venus i Amor. Oli sobre fusta, segle XVI
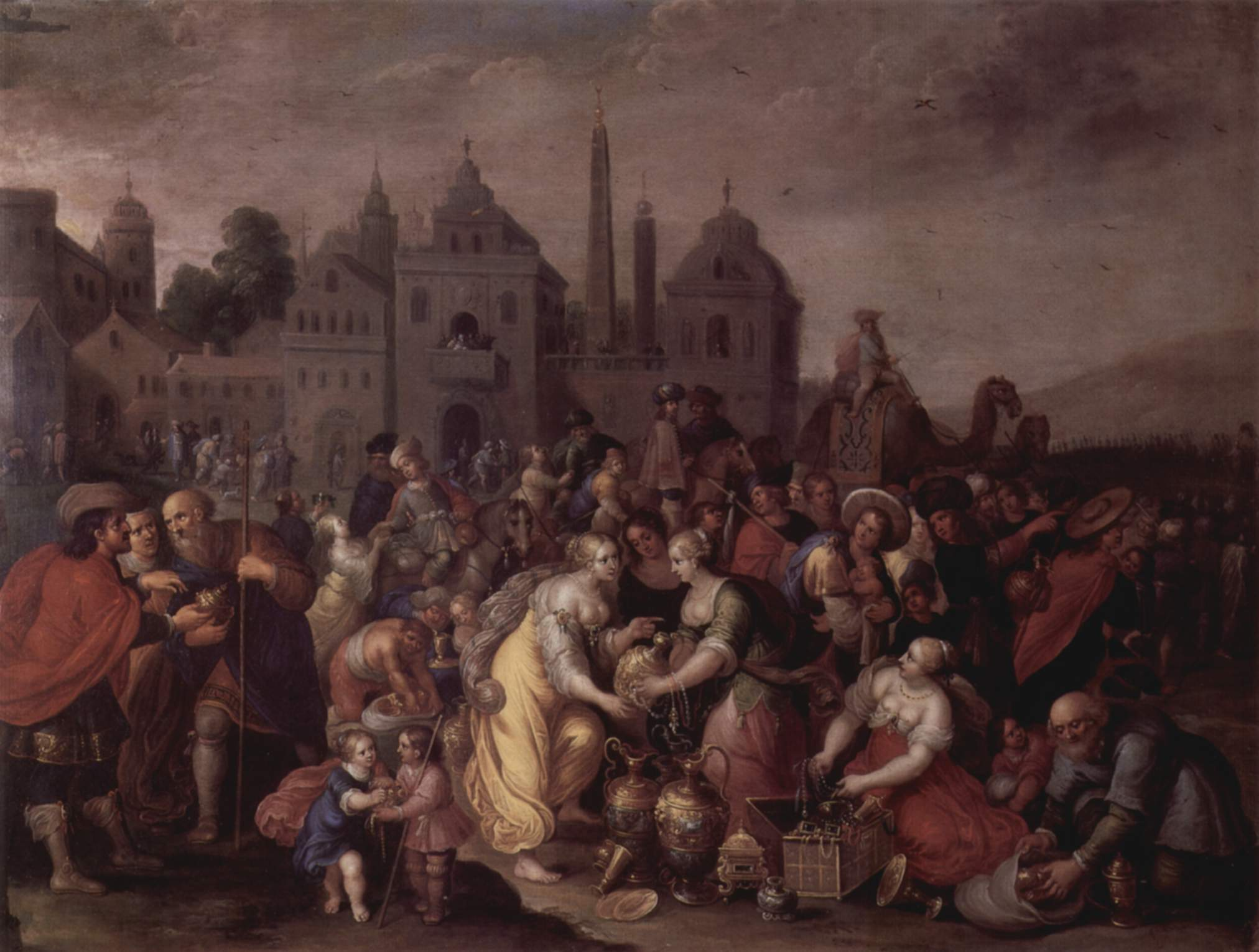
Els gerros daurats d’Egipte. Frans Francken el Vell (1542-1616) i el seu taller. Oli sobre coure, 48.5 x 65 cm. Després del 1600.
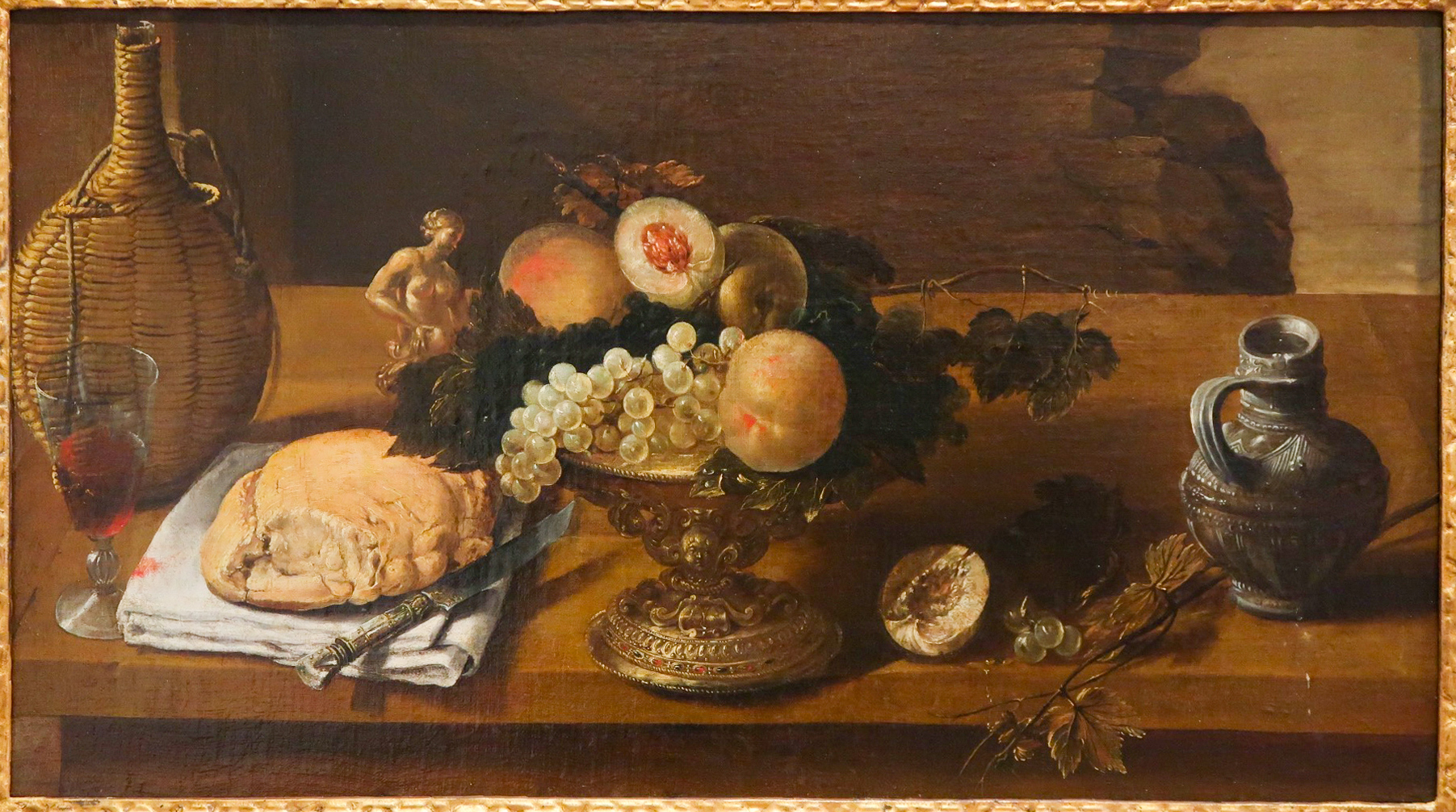
Cistella de fruites i objectes diversos. Antoine-Benoît Dubois (1619-1680) (attr.)
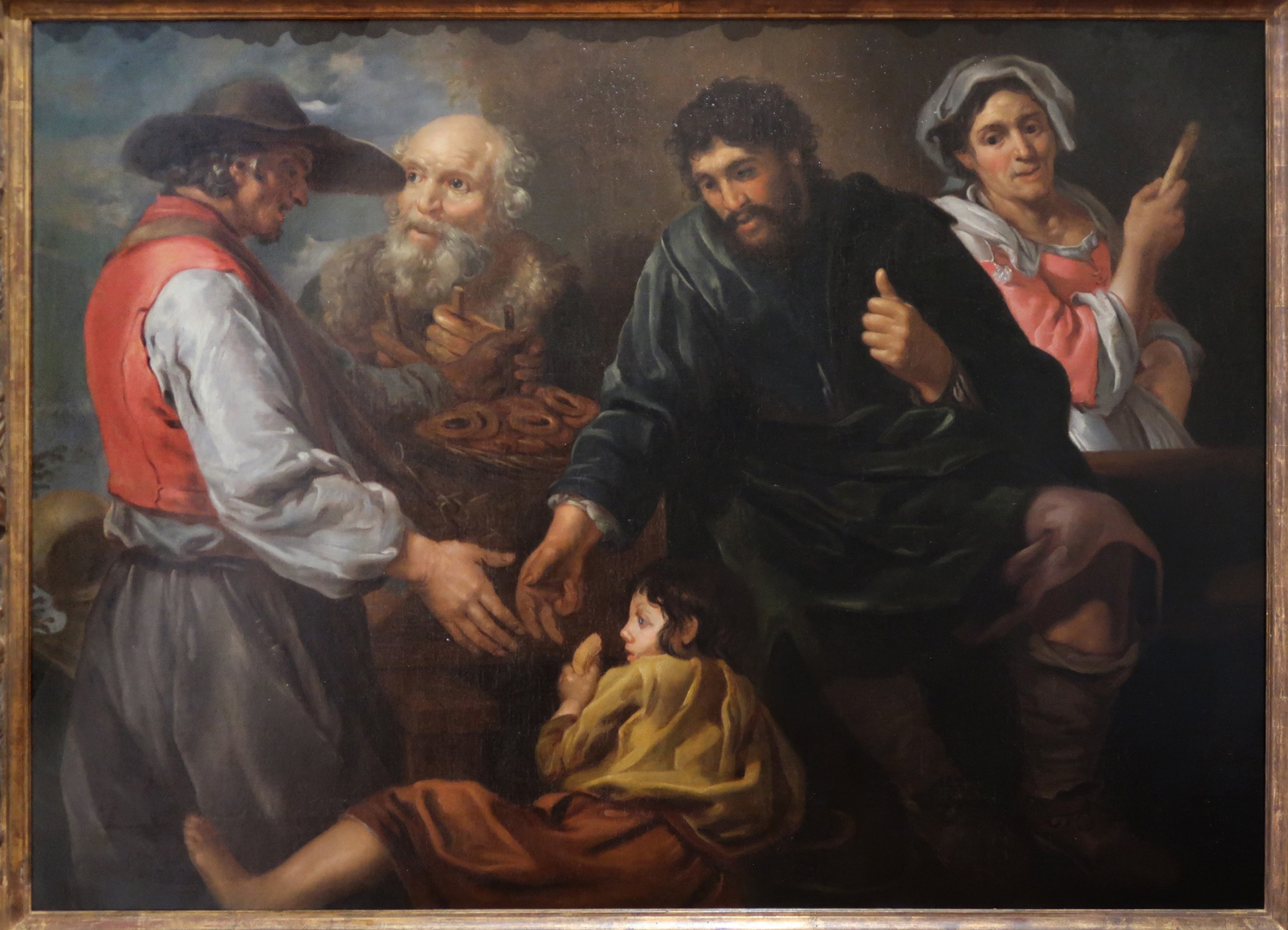
El venedor de pastissos. Bernhard Keil (Helsingborg, 1624 - Roma, 1687). Sense data
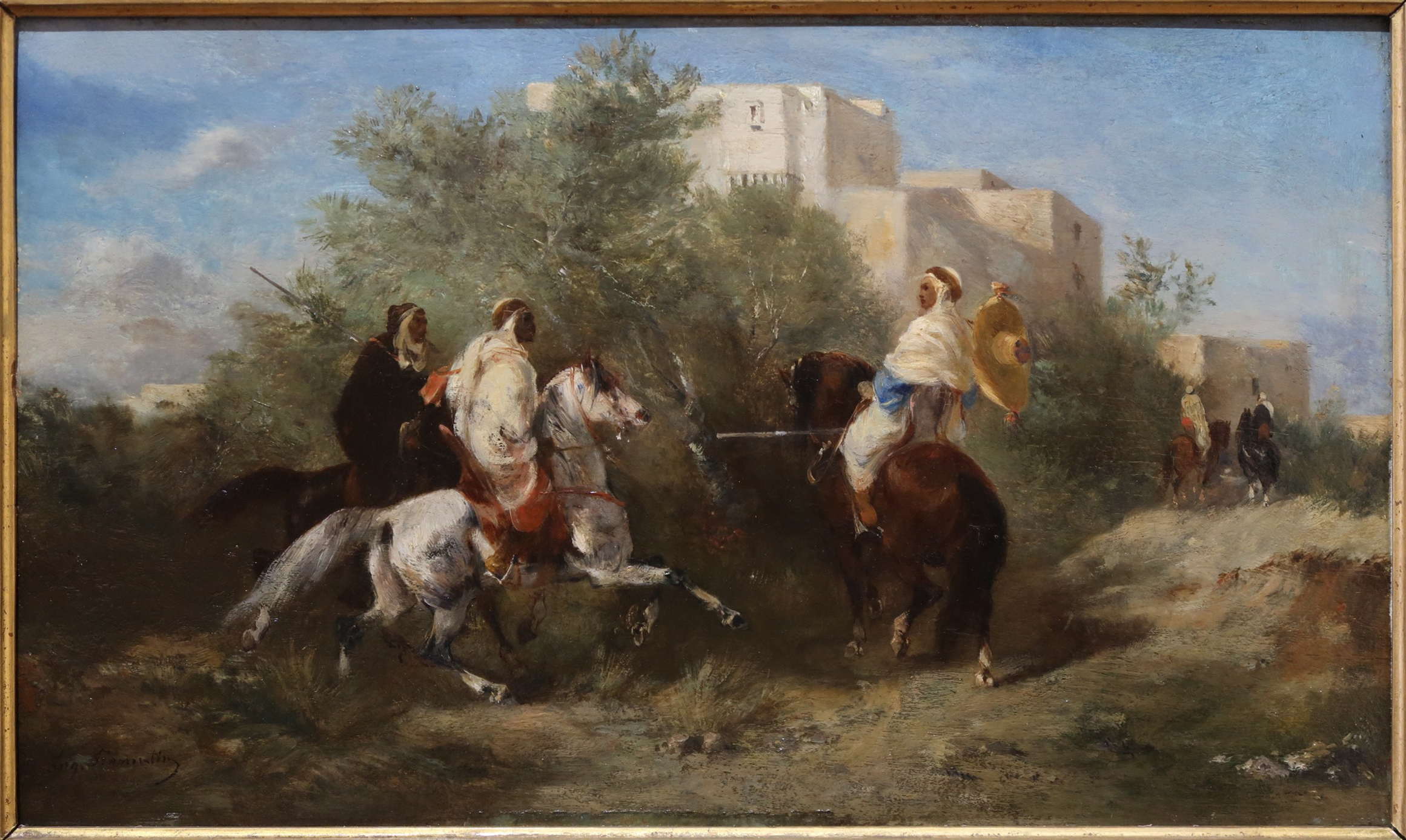
Cavallers àrabs (o) La reunió. Eugène Fromentin (1820-1876). Oli sobre fusta, 1857.
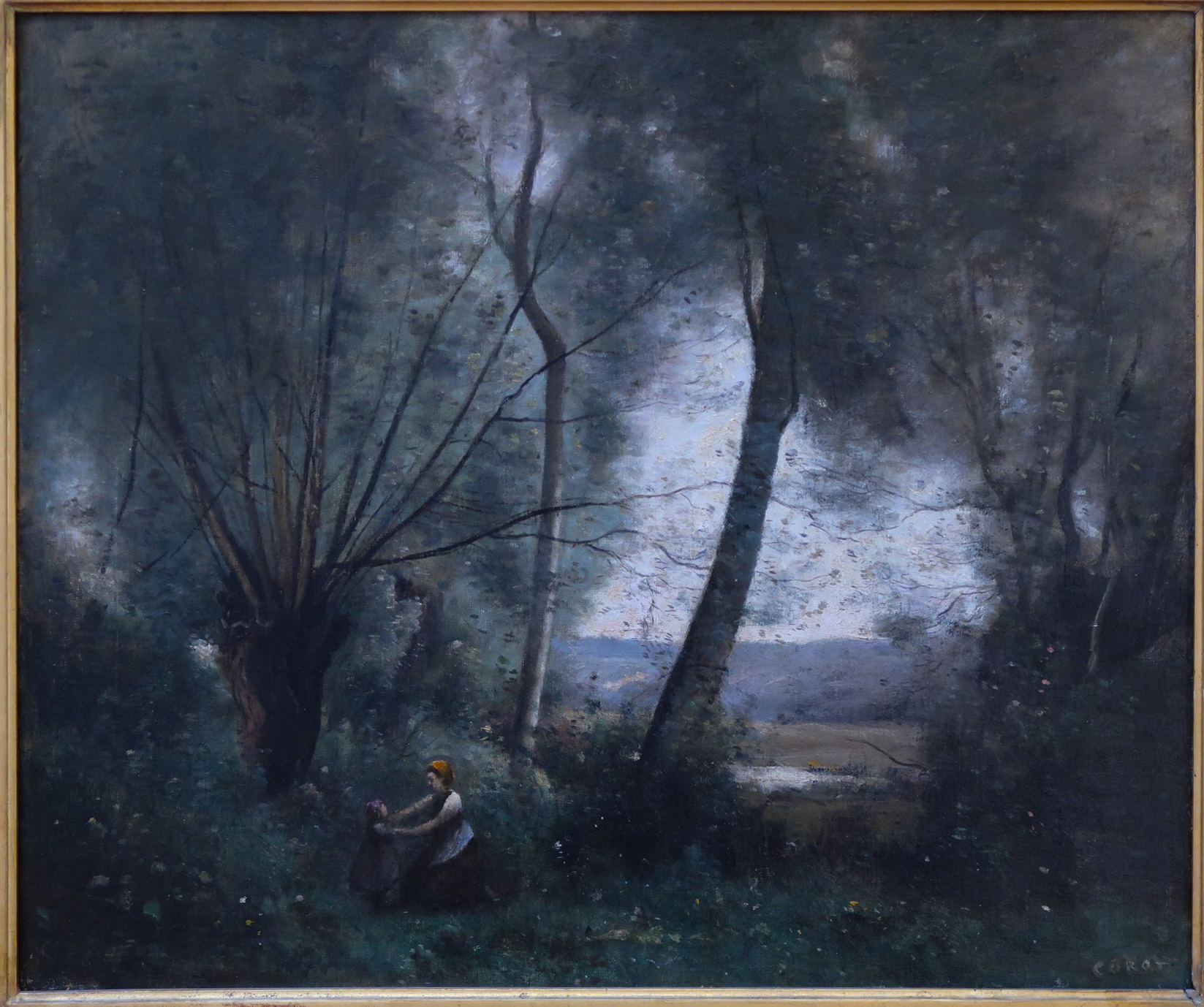
Jean-Baptiste Camille Corot (1796-1875). Paisatge (cap al 1866 ?). Oli sobre llenç
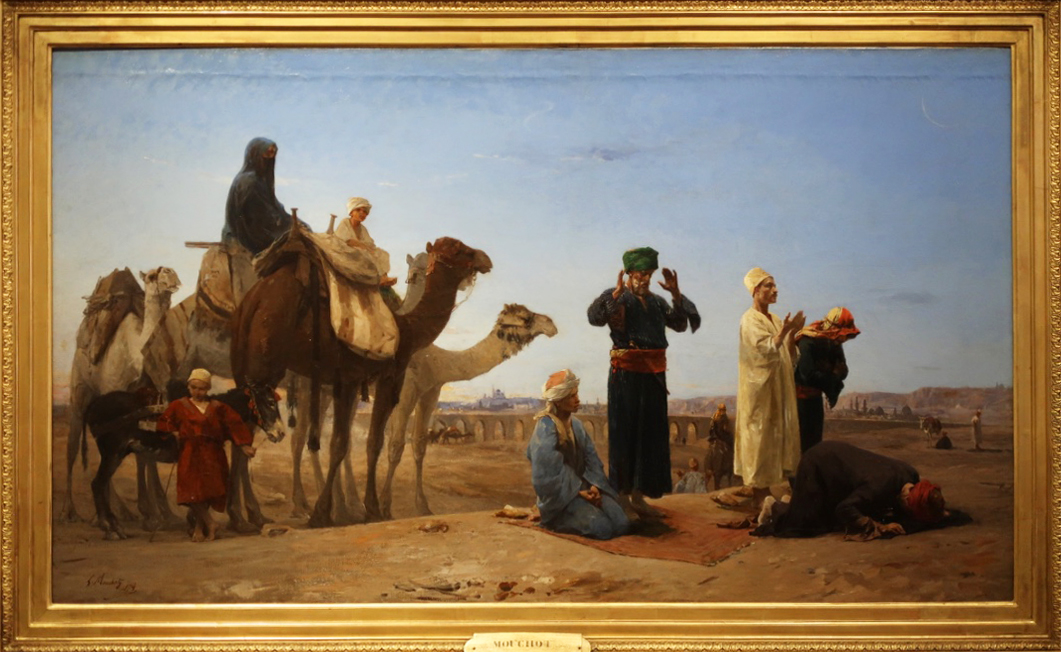
Pregària al vespre. Louis Mouchot (París 1830-id. 1891). 1874
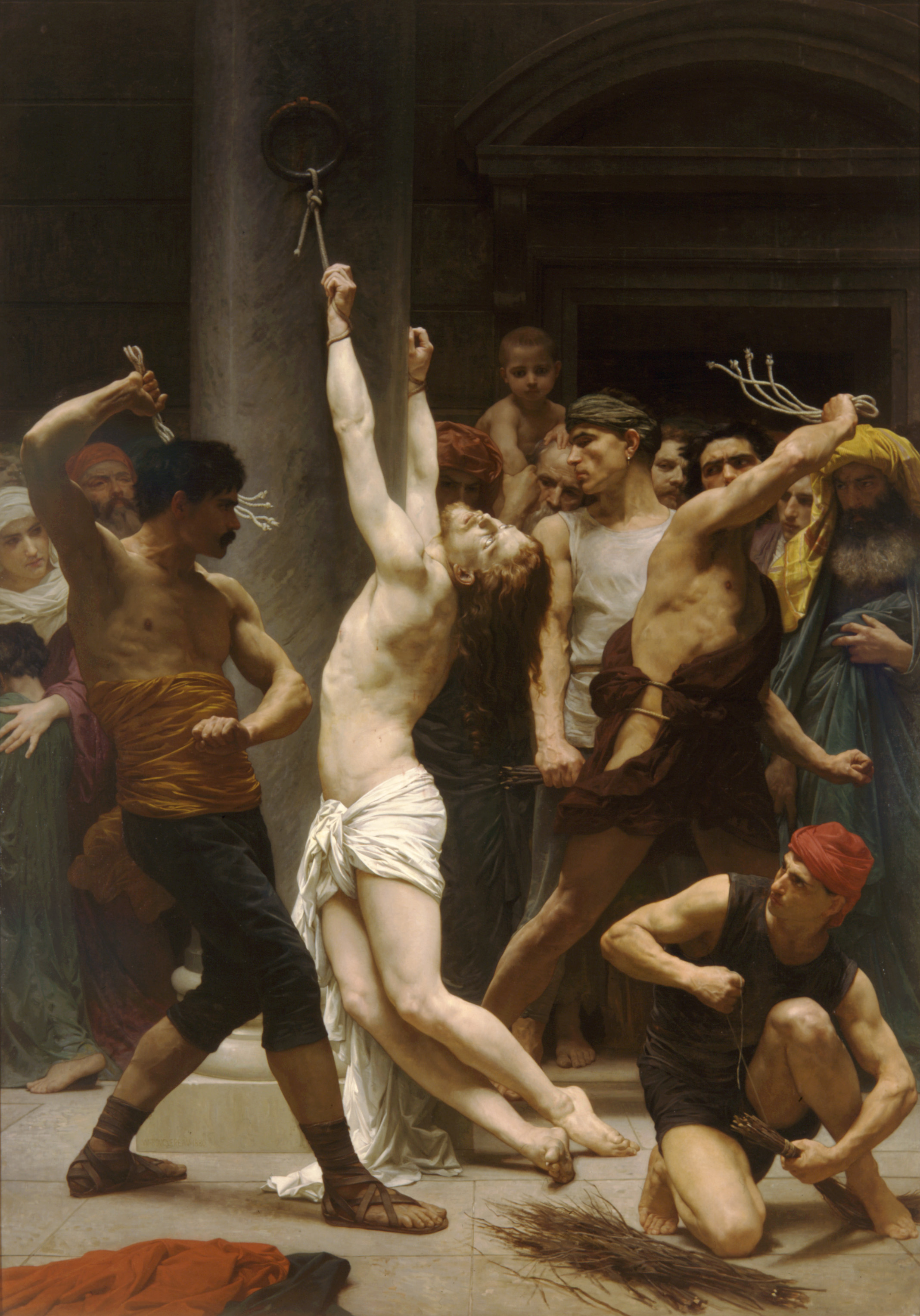
La flagel·lació de Nostre Senyor Jesucrist. William Bouguereau. Oli sobre tela, 1880. Dipòsit a la catedral de Saint-Louis de La Rochelle.
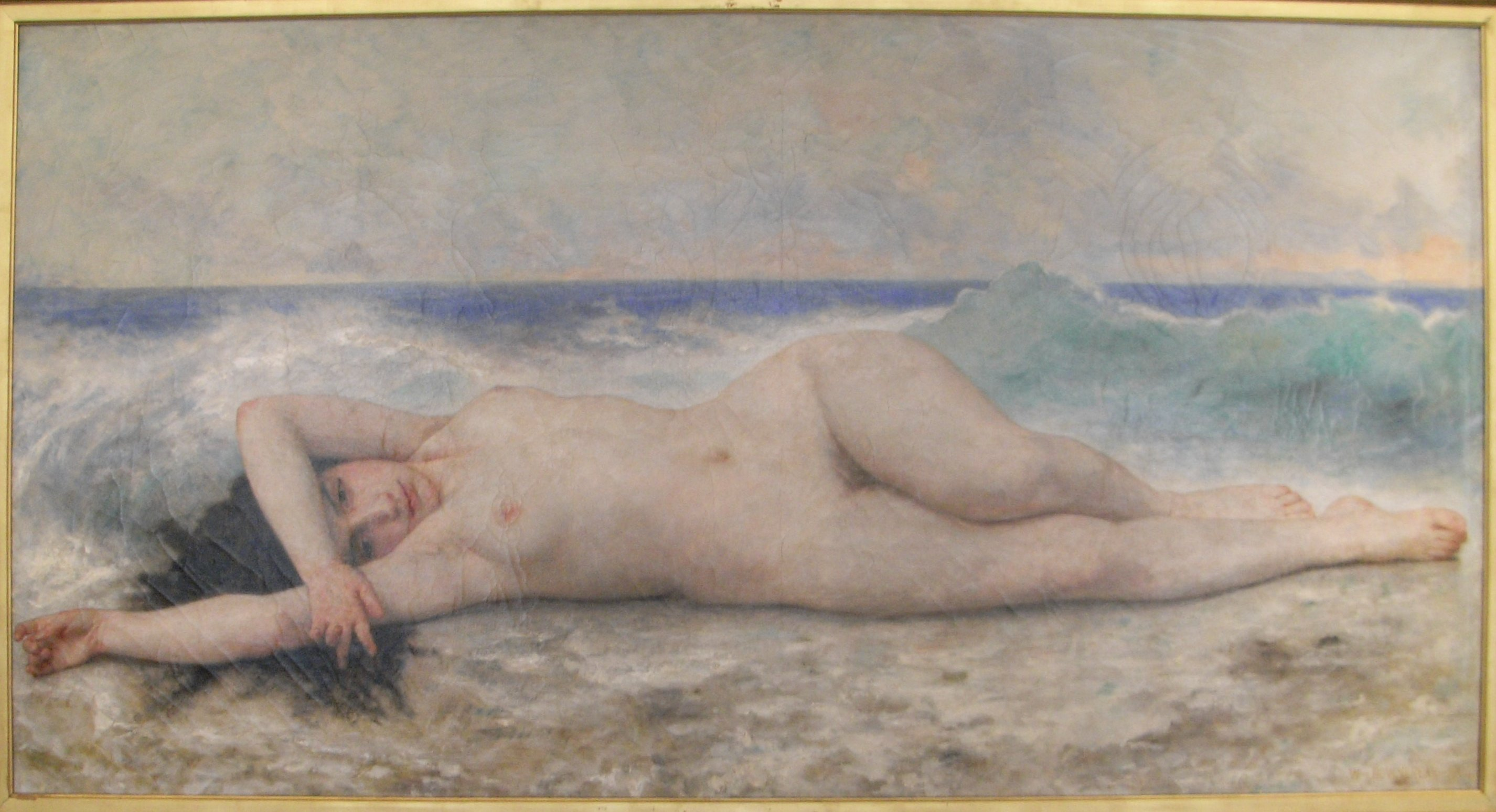
L’Oceanida. William Bouguereau (1825-1905). Oli sobre tela, 1904.
Henry Déziré, cap de bretona. Oli sobre llenç
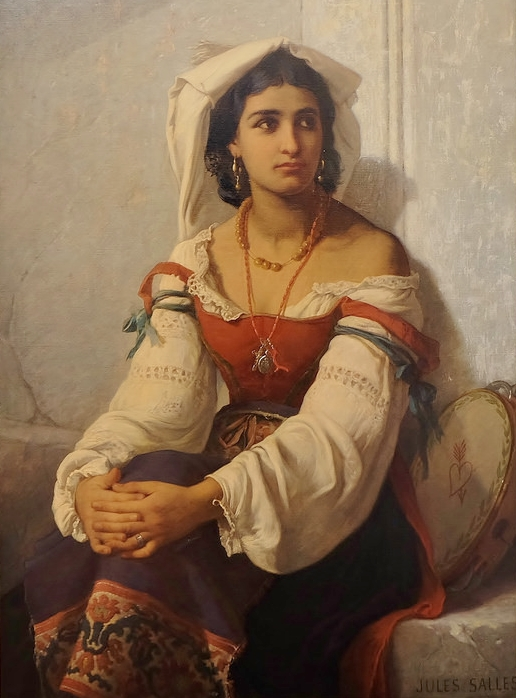
Jules Salles, L'espera. Oli sobre llenç
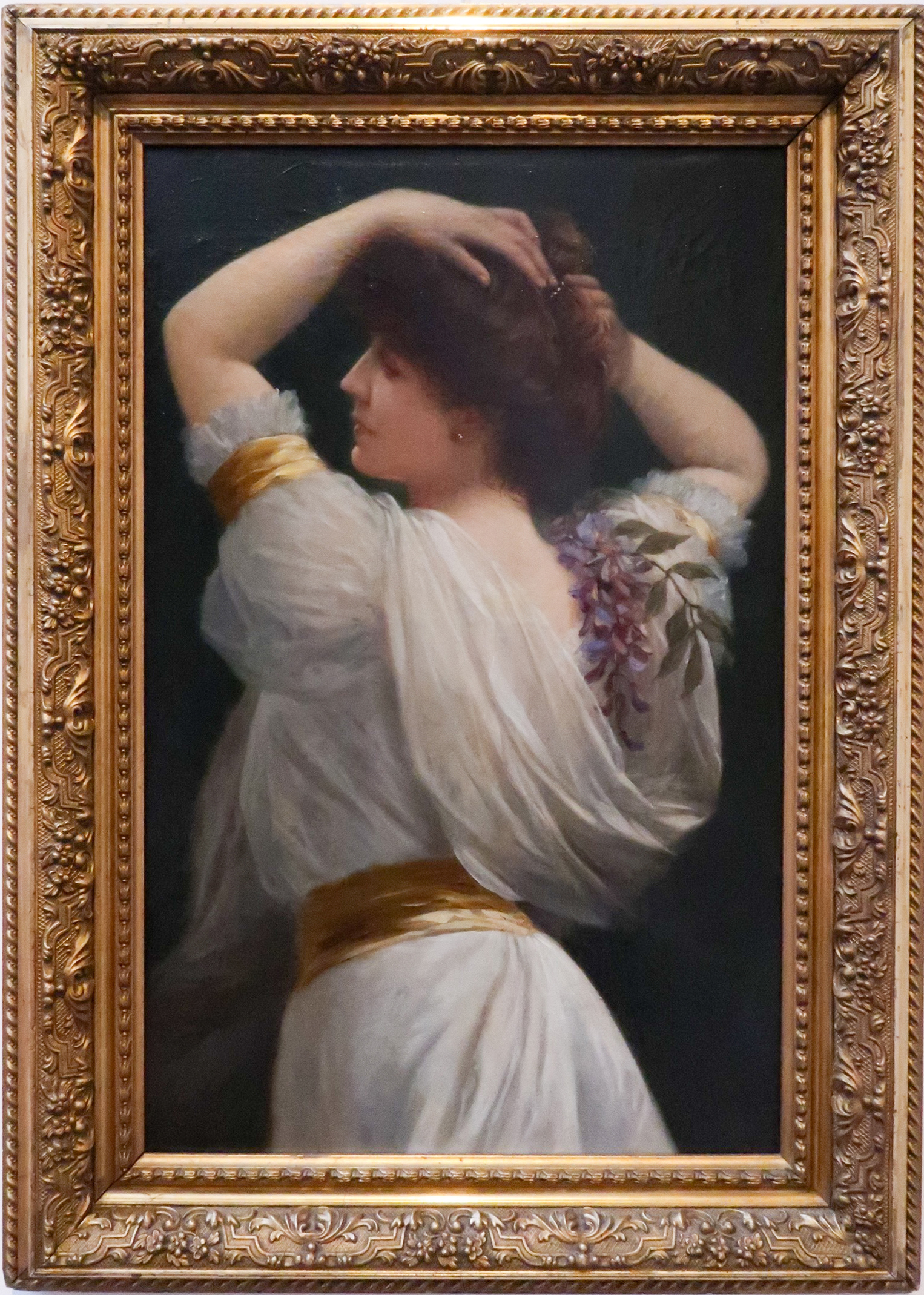
Glicines. Aristide Boulineau (Cozes 1841- id. 1912). Oli sobre tela, sense data

### Arts asiàtiques
El museu també conserva una excel·lent col·lecció asiàtica. En particular, una sèrie de pintures d’exportació xineses, produïdes a Cantó abans del 1844, pel pintor més famós dels ports xinesos, Youqua. Aquí, la sèrie del museu presenta escenes de la vida privada i proporciona informació precisa sobre roba i accessoris per a la vida quotidiana, sobre mobles utilitzats durant la dinastia Qing. Aquest taller va practicar la pintura a l’oli per adaptar-se millor als gustos dels clients occidentals de passada, com ara un dels signants del tractat de Huangpu, un dels tractats comercials i de navegació desiguals entre França i Xina, signat el 1844. L’art japonès està representat, entre d'altres, per una notable sèrie de ceràmica japonesa del famós Ogata Kenzan de l'escola Rimpa, una de les principals escoles històriques de pintura decorativa japonesa, als segles XVII i XVIII.

#### Galeria

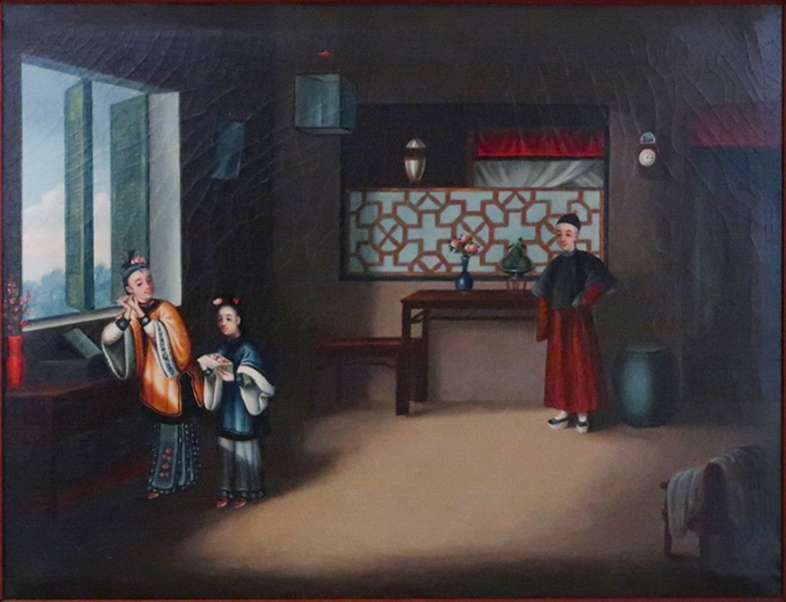
Youqua, av. 1844. Dama, serventa i jove en un interior. Oli / tela, 45 x 60 cm.
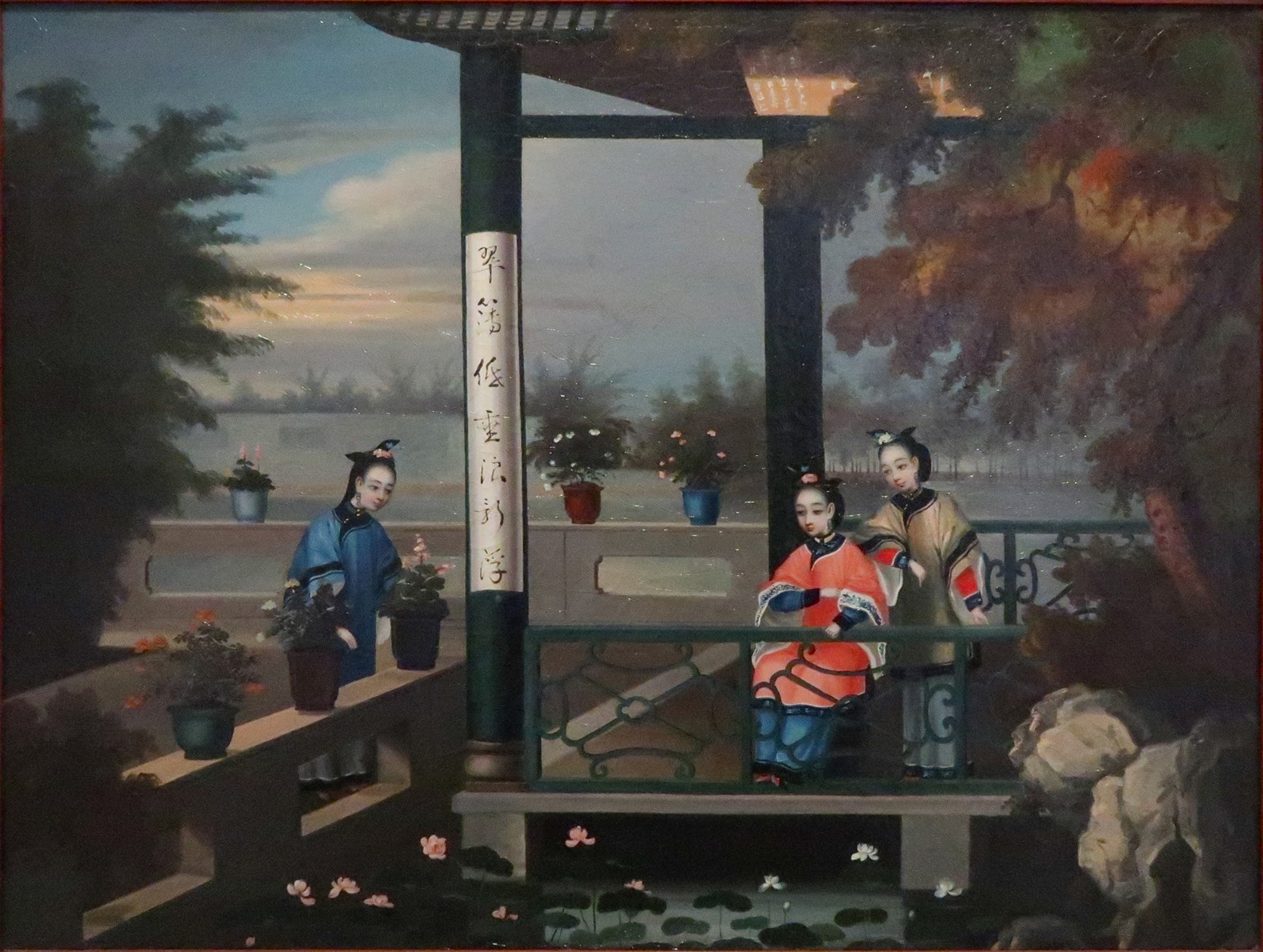
Youqua, av. 1844. Dames, al voltant d’una conca. Oli / tela, 45 x 60 cm.
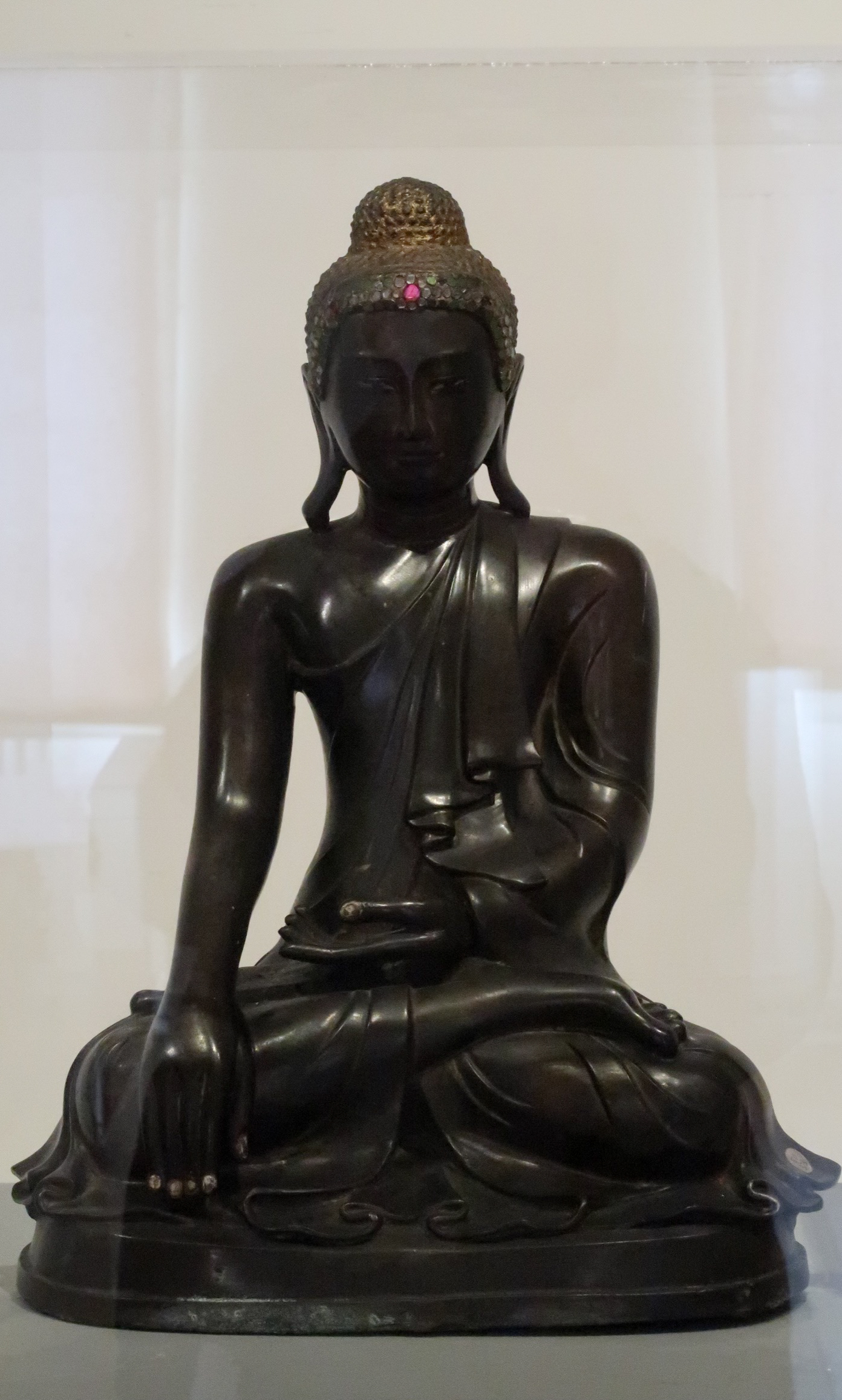
Buda assegut, tocant la terra. Birmània. Bronze i vidre, segle XIX.
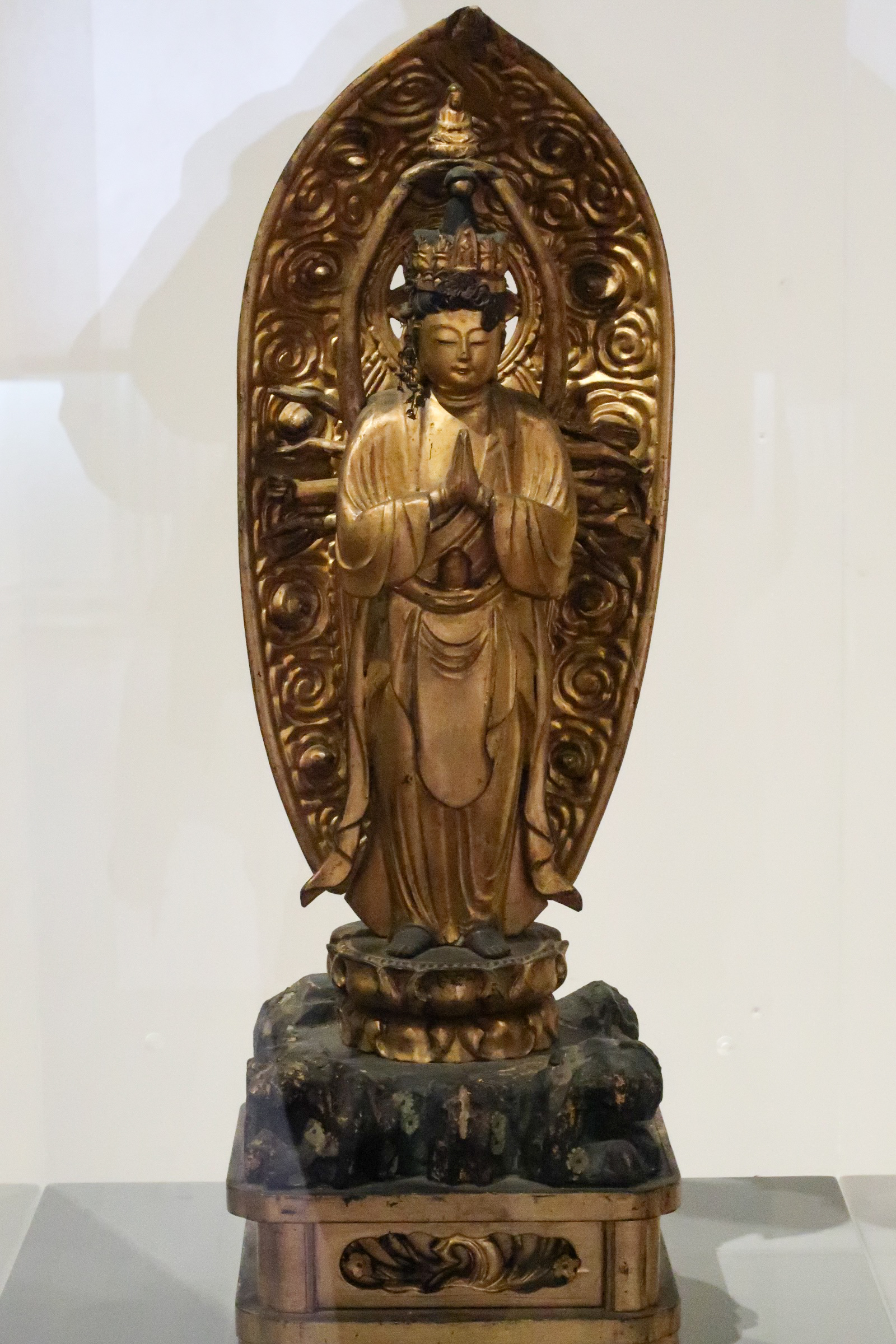
Kannon de peu. Fusta pintada, lacada i daurada. Japó. Període Edo
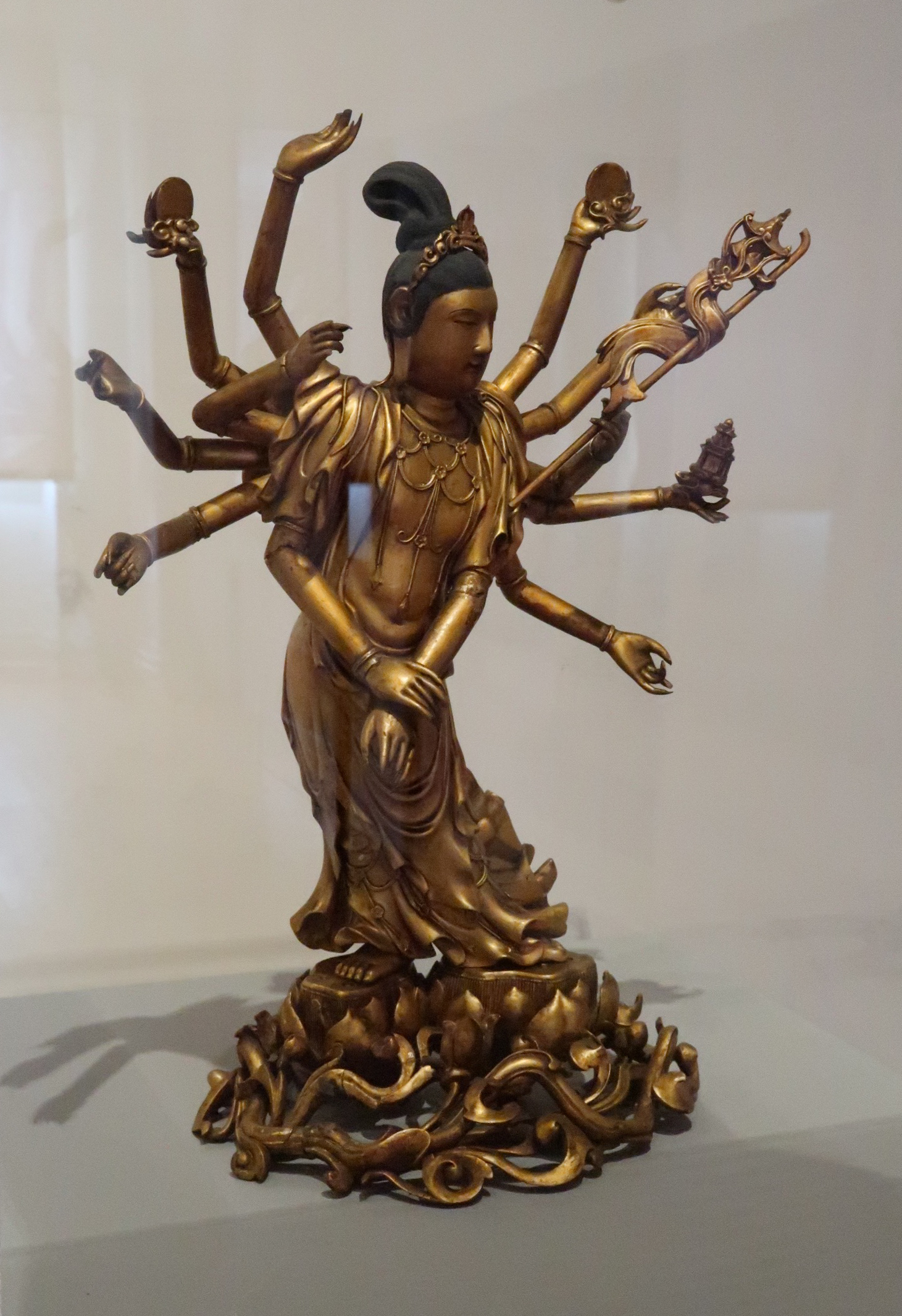
Guanyin de peu. Fusta daurada. Xina. Dinastia Qing, segle XVIII
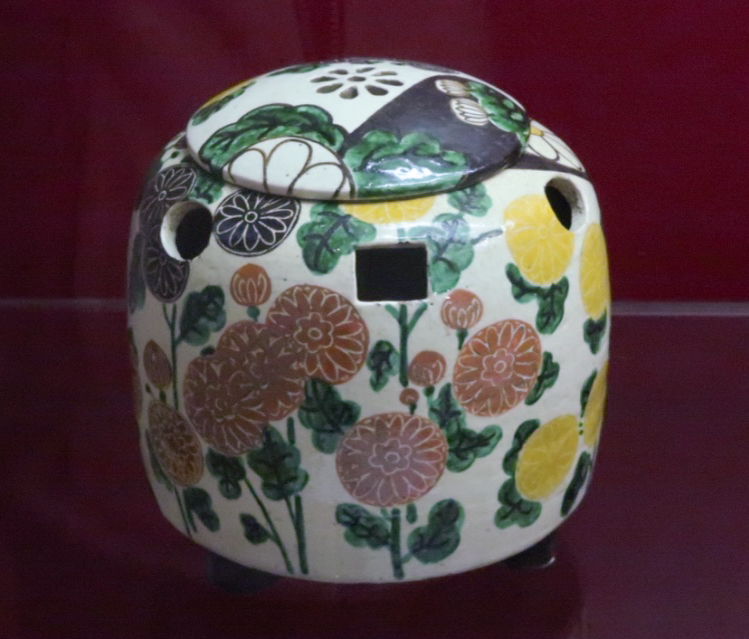
Ogata Kenzan. Cremador d’encens. Arenisca amb decoracions sota esmalt. Segle XVIII
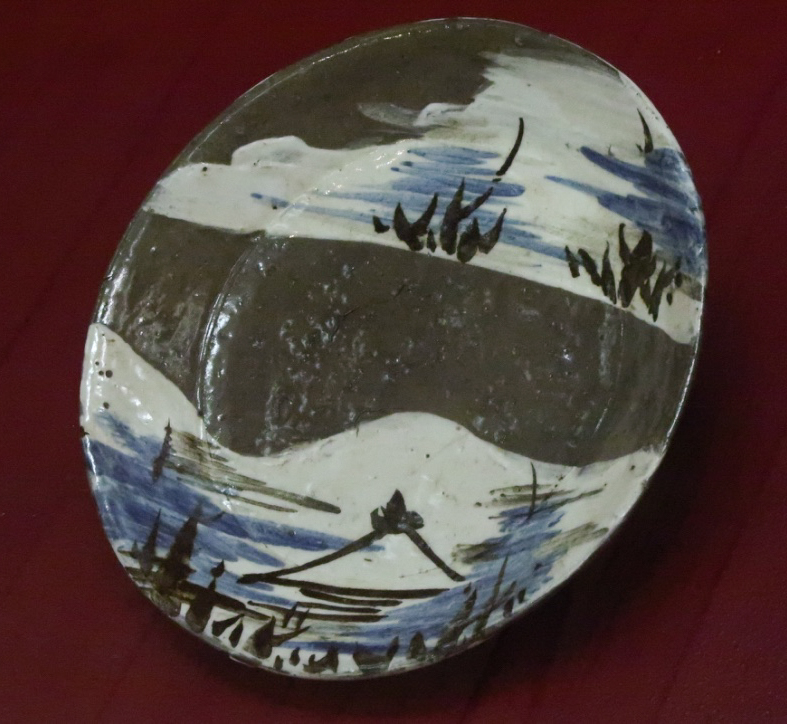
Ogata Kenzan. Tassa ovalada amb decoració de paisatges. Segle XVIII
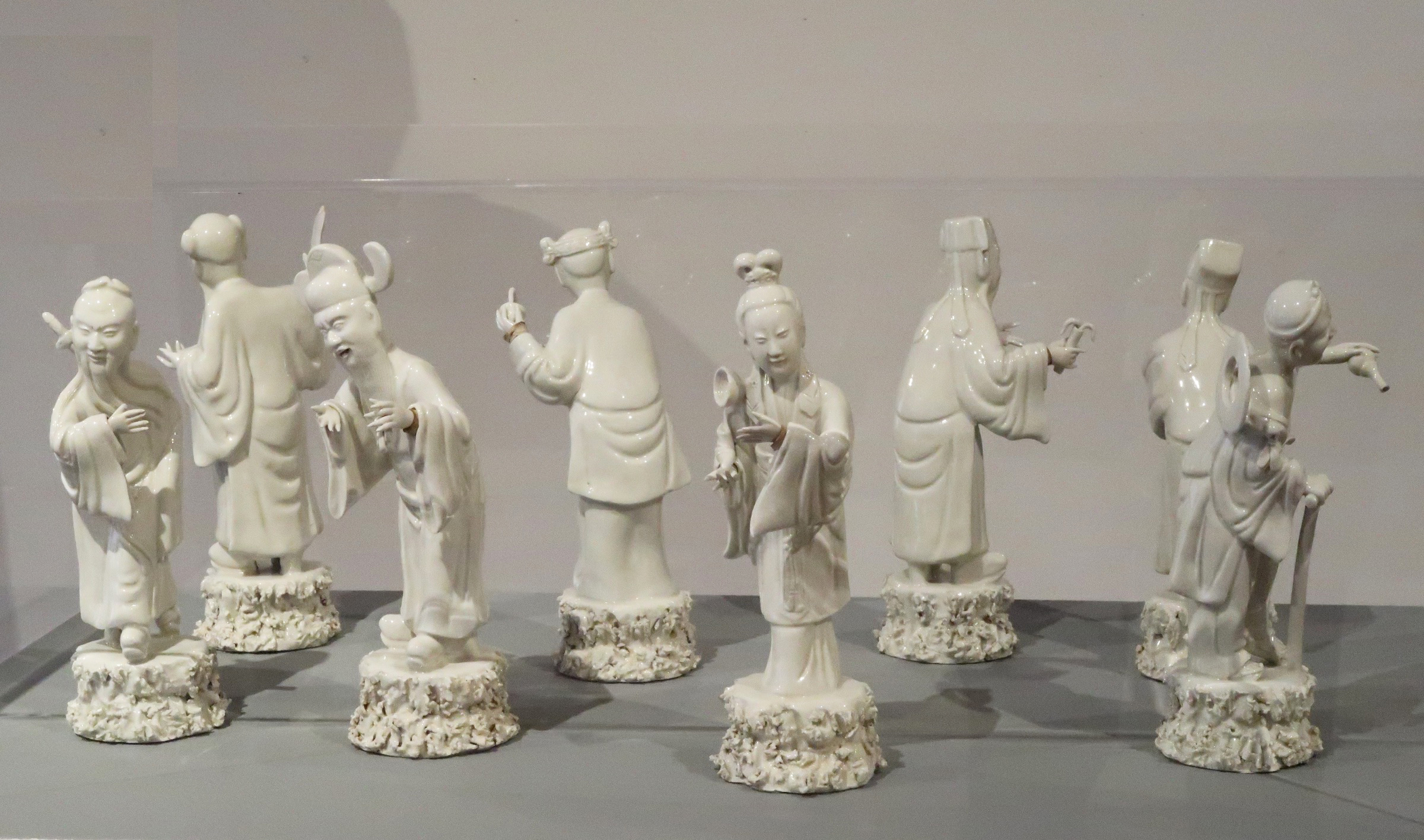
Els vuit immortals del taoisme. Porcellana, dinastia Qing.